# Mesembryanthemum brevicarpum
Mesembryanthemum brevicarpum är en isörtsväxtart som först beskrevs av Harriet Margaret Louisa Bolus, och fick sitt nu gällande namn av Klak. Mesembryanthemum brevicarpum ingår i Isörtssläktet som ingår i familjen isörtsväxter. Inga underarter finns listade i Catalogue of Life.